# Anuradha Cooray
Anuradha Indrajith Cooray (* 24. März 1978 in Divulapitiya) ist ein sri-lankischer Leichtathlet, der sich auf den Langstreckenlauf spezialisiert hat.

## Sportliche Laufbahn
Erste internationale Erfahrungen sammelte Anuradha Cooray im Jahr 1998, als er bei den Asienmeisterschaften in Bangkok in 31:18,76 min den achten Platz im 10.000-Meter-Lauf belegte. 2000 erreicht er dann bei den Asienmeisterschaften in Jakarta in 30:17,22 min den fünften Platz und zwei Jahre später wurde er bei den Asienmeisterschaften in Colombo in 31:15,01 min Vierter über dieselbe Distanz. Anschließend erreichte er beim Singapur-Marathon nach 2:24:09 h Rang neun und im Jahr darauf wurde er dort nach 2:21:23 h Vierter. Damit qualifizierte er sich im Marathon für die Olympischen Spiele 2004 in Athen, bei denen er nach 2:19:24 h auf Rang 30 einlief. Zuvor siegte er bei den Südasienspielen in Islamabad nach 2:16:38 h. Bei den Halbmarathon-Weltmeisterschaften 2005 in Edmonton erreichte er nach 1:08:02 h Rang 54 und konnte zuvor bei den Weltmeisterschaften in Helsinki sein Rennen im Marathonlauf nicht beenden. Im selben Jahr gewann er zudem in 1:05:35 h beim Colombo-Halbmarathon.
2012 schaffte er nach mehreren Jahren im Vereinigten Königreich erneut die Qualifikation für die Olympischen Spiele in London und erreichte dort nach 2:20:41 h Rang 55. Im Jahr darauf siegte er beim Wycombe Half Marathon nach 1:08:56 h sowie beim Oxford Half Marathon nach 1:06:56 h und wurde beim Stroud Half Marathon nach 1:08:00 h Dritter. Bei den Halbmarathon-Weltmeisterschaften 2014 in Kopenhagen klassierte er sich in 1:05:20 h auf dem 75. Rang und wurde im Oktober bei den Asienspielen im südkoreanischen Incheon in 2:15:51 h Sechster. 2015 verbesserte er beim London-Marathon mit 2:13:47 h seinen eigenen Landesrekord im Marathon und qualifizierter sich damit für die Weltmeisterschaften in Peking, bei denen er nach 2:25:04 h auf Rang 29 einlief. 2016 gewann er bei den Südasienspielen in Guwahati in 2:15:19 h die Silbermedaille hinter dem Inder Nitendra Singh Rawat und erreichte anschließend bei seinen dritten Olympischen Spielen in Rio de Janeiro nach 2:17:06 h Rang 34. Zudem war er dort Fahnenträger Sri Lankas bei der Eröffnungsveranstaltung. 2017 nahm er noch einmal an den Weltmeisterschaften in London teil, konnte sein Rennen dort aber nicht vollenden und beendete daraufhin seine aktive Karriere als Leichtathlet.
Im Jahr 2002 wurde Cooray sri-lankischer Meister im 10.000-Meter-Lauf.

## Persönliche Bestzeiten
- 5000 Meter: 14:13,6 min, 21. Februar 2004 in Colombo
- 10.000 Meter: 29:32,48 min, 24. September 2016 in Aylesbury
- Halbmarathon: 1:04:47 h, 4. Oktober 2015 in Cardiff
- Marathon: 2:13:47 h, 26. April 2015 in London (sri-lankischer Rekord)